# Xã Harwood, Quận Champaign, Illinois
Xã Harwood (tiếng Anh: Harwood Township) là một xã thuộc quận Champaign, tiểu bang Illinois, Hoa Kỳ. Năm 2010, dân số của xã này là 623 người.